# Тоя (приток Кубены)
Тоя — река в Вологодской области России.

## Общая информация
Протекает по территории Харовского района. Исток находится восточнее озера Катромского. Впадает в реку Кубену в 119 км от её устья по правому берегу. Длина реки составляет 22 км. Правый приток — Западная Тоя. Вдоль течения реки расположены населённые пункты Ильинского сельского поселения, в том числе его административный центр — деревня Семениха.

## Данные водного реестра
По данным государственного водного реестра России относится к Двинско-Печорскому бассейновому округу, водохозяйственный участок реки — озеро Кубенское и реки Сухона от истока до Кубенского гидроузла, речной подбассейн реки — Сухона. Речной бассейн реки — Северная Двина.
По данным геоинформационной системы водохозяйственного районирования территории РФ, подготовленной Федеральным агентством водных ресурсов:
- Код водного объекта в государственном водном реестре — 03020100112103000005870
- Код по гидрологической изученности (ГИ) — 103000587
- Код бассейна — 03.02.01.001
- Номер тома по ГИ — 03
- Выпуск по ГИ — 0